# Ehud Netzer

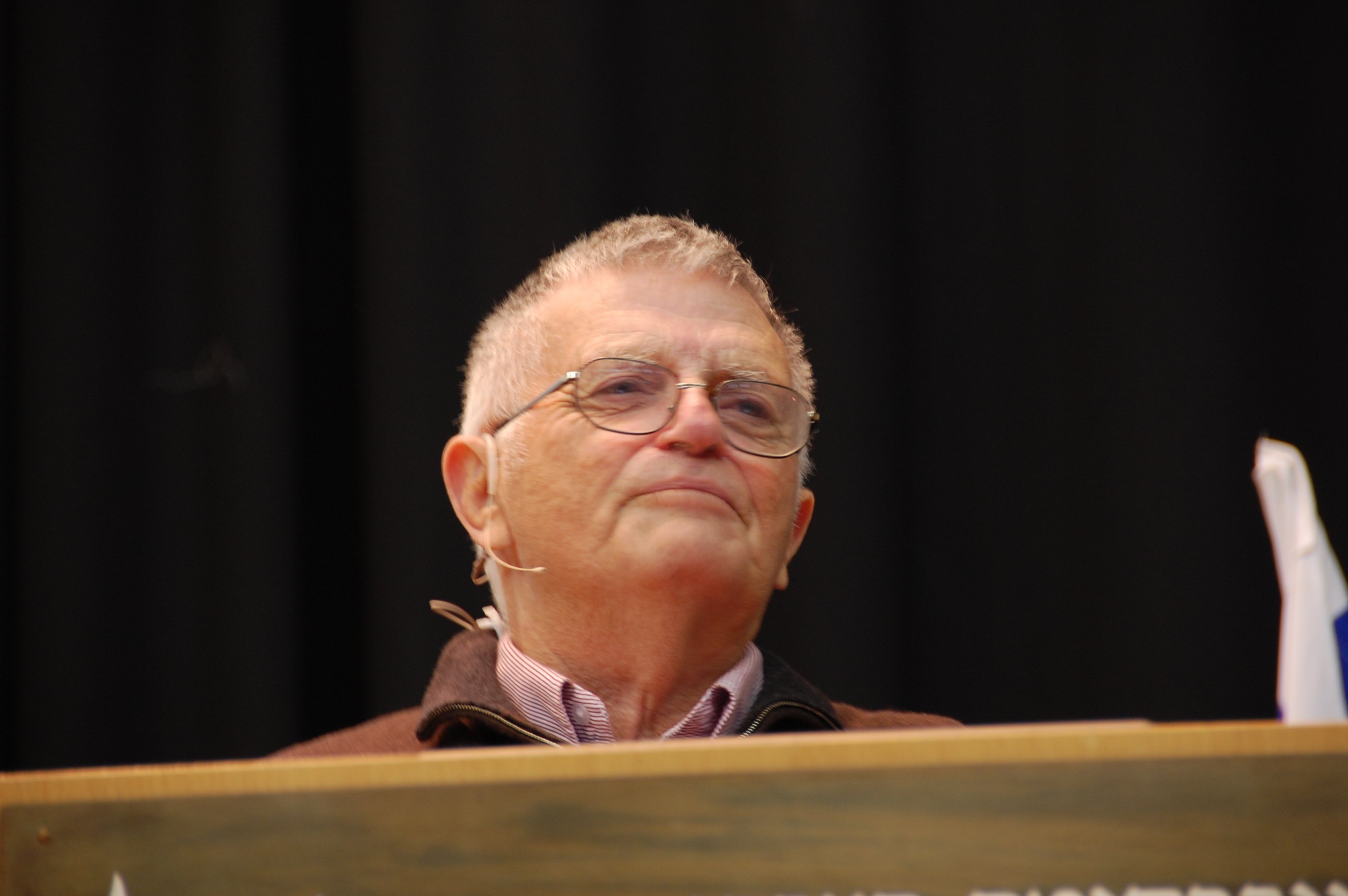
Ehud Netzer

Ehud Netzer (hebreiska:אהוד נצר), född 1934, död 28 oktober 2010 i Jerusalem, var en israelisk arkeolog och f.d. professor vid Hebreiska universitetet i Jerusalem. Han undervisade i ämnen som kombinerar arkitektur och arkeologi. Han var expert på Herodes den store och ledde det arkeologteam som 2007 upptäckte en grav i Herodium, söder om Jerusalem som han sade tillhörde Herodes den store. Några vetenskaplig belägg för detta saknas och är ett obevisat påstående från hans sida.